# Římskokatolická farnost Rejštejn
Římskokatolická farnost Rejštejn je zaniklým územním společenstvím římských katolíků v rámci sušicko-nepomuckého vikariátu českobudějovické diecéze. Bývalá farnost Rejštejn je součástí římskokatolické farnosti Kašperské Hory.

## O farnosti

### Historie
V roce 1570 v Rejštejně byla založena plebánie. Někdy v této době byl postaven kostel sv. Bartoloměje. Plebánie později zanikla, a vesnice byla přifařena ke Kašperským Horám. Obnovena byla 1686 a od roku 1694 jsou zachovány matriky. V letech 1940–1945 byla rejštejnská farnost spravována z Pasova. Po druhé světové válce přestal být do Rejštejna ustanovován sídelní kněz.

### Současnost
Farnost Rejštejn je dnes součástí kollatury farnosti Sušice, odkud je vykonávána její duchovní správa.
| Kostel                 | Místo    | Bohoslužba         | Bohoslužba | Poznámka            |
| ---------------------- | -------- | ------------------ | ---------- | ------------------- |
| Kostel sv. Bartoloměje | Rejštejn | 1. sobota v měsíci | 17.00      | bývalý farní kostel |